# Your Highness
Your Highness es el título de una comedia de fantasía que fue lanzada el 8 de abril de 2011. El rodaje de la producción comenzó en el verano de 2009 en Irlanda del Norte y terminó a mediados de octubre de ese año.

## Parodias
- Pompeii: Trama de la película.
- Harry Potter:La magia que usa el mago.
- Beowulf
- Excalibur
- El Señor de los Anillos
- Corazón valiente: Parte de la trama de la película.
- Willow: La ciudad de enanos de Danny McBride ataca al principio de la película.

## Sinopsis
Thadeous  (Danny McBride) es un príncipe vago y arrogante cuyo hermano, Fabious (James Franco) debe continuar una aventura épica para salvar el reino de su padre. Natalie Portman interpreta a una guerrera princesa quien además es el interés amoroso de Thadeous. Zooey Deschanel interpreta a Belladona, la novia virgen de Fabious. Justin Theroux interpreta a Leezar, el malvado mago que secuestra a Belladona.

## Reparto
- Danny McBride como Thadeous.
- James Franco como Fabious.
- Zooey Deschanel como Belladonna.
- Natalie Portman como Isabel.
- Justin Theroux como Leezar.
- Damian Lewis como Boremont
- Toby Jones como Julie.
- Charles Dance como King Tallious.
- Rasmus Hardiker como Courtney.
- John Fricker como Marteetee.
- Matyelok Gibbs, Angela Pleasence y Anna Barry como Helinda Sariah, Marlyne y Leezar, las tres madres.
- Charles Shaughnessy como Narrator /Alma de la Labyrinth.

## Producción
Se empezó a filmar en el verano del 2009, en el norte de Irlanda, esta misma concluyó en octubre del mismo año.

## Recepción
Your Highness se estrenó el 8 de abril de 2011 en 2772 teatros locales y generó 9 360 020 de dólares en su primera semana. Concluida la proyección, la película generó $21 596 445 en los Estados Unidos y en Canadá, y $6 417 288 en el resto del mundo.